# Згарський Євген Якович
Євген Якович Згарський (1834, Чертіж — 1892, Відень) — український письменник.
Син священика із села Чертіжа; освіту здобув у Львівському та Віденському університетах. Літературну діяльність Згарський почав в 1854 віршем «Бувай здоровий» у «Зорі Галицкій». У 1862 році Згарський видав дві поеми: «Святий вечір» (1862) і «Маруся Богуславка» (1863). Основний зміст їх взято з народних повір'їв і пісень. У газеті «Правді» (1867 і 1868) Згарський надрукував статті «Народня философія списана по народнім пословицям і приповідкам» і «Про залишки язичництва в піснях, казках і приказках», а також гумористичне оповідання «Отець Юрій». Збірка віршів Згарського вийшла в 1877 році.
Дотримувався народовських поглядів, у 1880-х роках примкнув до москвофілів.
Іван Франко називав Євгена Згарського визначним епічним поетом.
Досліджував галицький фольклор та історію. Основні роботи опублікував у виданнях Товариства імені Михайла Качковського:
- Про народну філософію по прислів'ям (1867);
- Про залишки язичництва в піснях, казках і приказках (1868);
- Йосип II (1881);
- Історія Галицької Русі (1881);